# In Real Life
In Real Life (Na Vida Real) é um romance gráfico de ficção científica do autor canadense Cory Doctorow e da cartunista Jen Wang. Neste livro, Doctorow e Wang querem que consideremos o que significa fazer parte de grupos que odeiam outros grupos e como a tecnologia e a persistência podem nos ajudar a superar essas barreiras. A história em quadrinhos está disponível gratuitamente no site de Cory Doctorow, como um download do Creative Commons.

## Enredo
Doctorow baseia-se na sua perspicácia tecnológica e ativismo para retratar os meandros da cidadania global do século XXI, enquanto também aborda o que significa ser um jogador (principalmente um jogador do sexo feminino). Anda ama o Coarsegold Online, o MMORPG em que passa a maior parte do tempo livre. Depois de ingressar em Coarsegold, Anda, o colegial do Arizona, conhece Raymond, um garoto da China que trabalha como “fazendeiro de ouro”, coletando recursos do jogo para serem vendidos por dinheiro do mundo real (um conceito que Doctorow explorou em profundidade em For the Win).
Inicialmente, Anda é levada a acreditar que Raymond e sua classe estão corrompendo o jogo, mas depois que ela descobre suas circunstâncias econômicas tênues e más condições de vida, ela começa a pedir a Raymond que exija melhor tratamento. É uma causa nobre, mas traz consequências potenciais para Raymond e Anda.

## Ilustração
Os personagens ganham vida através das formas fluidas e dos rostos emotivos de Wang, e sua hábil mudança de cores à medida que a história se move entre os mundos físico e de jogos é sutil e eficaz.